# Premi Ernst von Siemens
El Premi de Música Ernst von Siemens (en alemany, Ernst von Siemens Musikpreis) és un premi internacional de música que concedeix anualment l'Acadèmia Bavaresa de Belles Arts («Bayerische Akademie der Künste Schönen»), en nom de la Fundació Ernst von Siemens per a la Música («Ernst von Siemens Musikstiftung»), i que honora a un compositor, intèrpret o musicòleg que hagi fet una contribució distingida al món de la música.
La fundació va ser creada per Ernst von Siemens (1903-1990) en 1972, en memòria del seu avi, l'industrial Werner von Siemens. Conegut com el Premi Nobel de la Música, el guardó ha anat incrementant la seua presència internacional amb els anys i s'acompanya amb un xec de 200.000 € des de 2007 (150.000 € fins a 2006). A més, la fundació realitza moltes ajudes a festivals, concerts, institucions musicals, joves músics i intèrprets, per una quantia total de 2,3 milions d'euros. Entre aquestes ajudes, destaca també un premi als joves compositors per una de les seues obres, conegut com a «Composers Prize».
El 2006, el premi va ser lliurat el 12 de maig a Viena al pianista i director d'orquestra Daniel Barenboim. El discurs va ser pronunciat per Pierre Boulez, antic guardonat. El 2007, el premiat va ser el compositor anglès Brian Ferneyhough que ho va rebre el 3 de maig en el Kammerspiele Theaterment de Múnic. La cerimònia de 2008, el 24 d'abril en el mateix teatre, va premiar a Anne-Sophie Mutter.

## Llista de premis Ernst von Siemens
| - 1974 - Benjamin Britten - 1975 - Olivier Messiaen - 1976 - Mstislav Rostropóvitx - 1977 - Herbert von Karajan - 1978 - Rudolf Serkin - 1979 - Pierre Boulez - 1980 - Dietrich Fischer-Dieskau - 1981 - Elliott Carter - 1982 - Gidon Kremer - 1983 - Witold Lutosławski - 1984 - Yehudi Menuhin - 1985 - Andrés Segovia - 1986 - Karlheinz Stockhausen - 1987 - Leonard Bernstein - 1988 - Peter Schreier - 1989 - Luciano Berio - 1990 - Hans Werner Henze - 1991 - Heinz Holliger - 1992 - H. C. Robbins Landon - 1993 - György Ligeti | - 1994 - Claudio Abbado - 1995 - Sir Harrison Birtwistle - 1996 - Maurizio Pollini - 1997 - Helmut Lachenmann - 1998 - György Kurtág - 1999 - Cuarteto Arditti - 2000 - Mauricio Kagel - 2001 - Reinhold Brinkmann - 2002 - Nikolaus Harnoncourt - 2003 - Wolfgang Rihm - 2004 - Alfred Brendel - 2005 - Henri Dutilleux - 2006 - Daniel Barenboim - 2007 - Brian Ferneyhough - 2008 - Anne-Sophie Mutter - 2009 - Klaus Huber - 2010 – Michael Gielen - 2011 – Aribert Reimann - 2012 – Friedrich Cerha - 2013 – Mariss Jansons | - 2014 - Peter Gülke |

## Llista dels Premis a Compositors (premiats per una de les seves obres)
- 1990 - Michael Jarrell i George Lopez
- 1991 - Herbert Willi
- 1992 - Beat Furrer i Benedict Mason
- 1993 - Sylvia Fomina i Param Vir
- 1994 - Hans Jürgen von Bose, Marc-André Dalbavie i Luca Francesconi
- 1995 - Gerd Kühr i Philippe Hurel
- 1996 - Volker Nickel i Rebecca Saunders
- 1997 - Moritz Eggert i Mauricio Sotelo
- 1998 - Antoine Bonnet i Dr. Claus-Steffen Mahnkopf
- 1999 - Thomas Adès i Olga Neuwirth
- 2000 - Hanspeter Kyburz, Augusta Read Thomas i Andrea Lorenzo Scartazzini
- 2001 - Isabel Mundry, André Werner i José María Sánchez-Verdú
- 2002 - Marc André, Jan Müller-Wieland i Charlotte Seither
- 2003 - Chaya Czernowin, Christian Jost i Jörg Widmann
- 2004 - Fabien Lévy, Johannes Maria Staud i Enno Poppe
- 2005 - Sebastian Claren, Philipp Maintz i Michel van der Aa
- 2006 - Jens Joneleit, Alexander Muno i Athanasia Tzanou
- 2007 - Vykintas Baltakas i Markus Hechtle
- 2008 - Dieter Ammann, Márton Illés i Wolfram Schurig
- 2009 - Francesco Filidei, Miroslav Srnka i Lin Yang
- 2010 – Pierluigi Billone, Arnulf Herrmann, Oliver Schneller
- 2011 – Steven Daverson, Hèctor Parra, Hans Thomalla
- 2012 – Luke Bedford, Zeynep Gedizlioglu, Ulrich Alexander Kreppein
- 2013 - David Philip Hefti, Samy Moussa, Marko Nikodijevic
- 2014 - Luis Codera, Brigitta Muntendorf i Simone Movio[3]